# 몬테네그로의 정당
몬테네그로의 정당 목록이다. 현재 몬테네그로의 정당 운형 형태는 다당제이다.

## 주요 정당
- 몬테네그로 사회민주당 - 몬테네그로 민족주의 신자유주의, 친유럽주의 정당
- 민주 몬테네그로 - 보수자유주의, 친유럽주의 정당
- 몬테네그로 사회민주주의당 - 제3의 길, 신자유주의, 친유럽주의 정당
- 몬테네그로 자유당 - 보수주의, 친유럽주의 정당
- 몬테네그로 민주전선 - 보수주의, 우익 포퓰리즘 정당
  - 새로운 세르비아 민주주의 -세르비아-몬테네그로 연합주의, 우익 포퓰리즘, 우익 내셔널리즘  정당
  - 변화를 위한 운동 - 보수주의, 우익 포퓰리즘 정당
  - 민주인민당  - 세르비아-몬테네그로 연합주의, 사회민주주의 정당
  - 노동당 - 대중주의 정당
- 몬테네그로 민주당 - 사회민주주의, 친유럽주의 정당
- 사회민주당  - 사회민주주의, 친유럽주의 정당
- 몬테네그로 티토파 동맹 - 세르비아-몬테네그로 연합주의티토주의 정당
- 연합개혁운동 - 사회자유주의, 친유럽주의 정당
- 데모스 - 보수주의, 우익 포퓰리즘 정당
- 진정한 몬테네그로 - 보수주의, 우익 포퓰리즘 정당
- 몬테네그로 연합당 - 세르비아-몬테네그로 연합주의, 보수주의, 친유럽주의 정당

## 같이 보기
- 몬테네그로 의회